# MzXML
MzXML is een XML (Extensible Markup Language) bestandsformaat voor proteomics massaspectrometrie data. De meeste massaspectrometers produceren niet direct mzXML bestanden maar er zijn verscheidene programma's beschikbaar waarmee de gegenereerde bestanden van de massaspectrometers omgezet kunnen worden naar mzXML.
Het open source project Sashimi biedt een aantal programma's waarmee gegevens van massaspectrometers omgezet kunnen worden naar mzXML. Momenteel zijn er programma's voor de conversie naar mzXML voor de massaspectrometers van Agilent Technologies, ThermoFinnigan Xcalibur, Micromass MassLynx, SCIEX/ABI Analyst. Ook zijn er programma's om andere bewerkingen op mzXML bestanden uit te voeren, zoals deze bekijken of deze te converteren naar andere bestandsformaten.
Het bestandsformaat dat de Human Proteome Organisation heeft ontwikkeld als aanpassing van mzXML heet mzData; dit bestandsformaat is vergelijkbaar met mzXML.